# Ваге Гаспарян
Ваге Гаспарян (вірм. Վահե Գասպարյան; 5 квітня 1971, Єреван) — вірменський політичний діяч, доктор медичних наук (1987), доцент, член Ради «Націонал-демократичного поля», автор двох патентів.

## Біографія
Ваге Гаспарян народився 5 квітня 1971 року в Єревані, столиці Вірменії.

### Освіта
У 1993 році закінчив Єреванський державний медичний університет імені Мхітара Гераци, а у 1995 році закінчив клінічну ординатуру з серцево-судинної хірургії в лікарні-інституті хірургії імені Мікаєляна.

### Медицина
У 1995 році в березні-квітні проходив спеціальні курси з кардіохірургії у Вінчестерському медичному центрі (Нью-Йорк, США). У 1998 році стажувався у жовтні-грудні в медичних центрах Paris Brusse, Lariboisier та Saint-Denis (Париж, Франція). Служив у Єреванському гарнізонному госпіталі старшим лейтенантом медичної служби в період з 1996 по 1998 роки. У 1991-2001 роки працював у відділенні судинної хірургії Єреванського інституту хірургії імені Мікаєляна. Ваге Гаспарян у 2002-2003 роки працював у відділенні серцево-судинної та торакальної хірургії Національної університетської лікарні Сінгапуру (Сінгапур). 2003-2005 роки працював у медичному центрі Еребуні завідувачем відділення кардіохірургії, а в період 2006-2009 років — у медичному центрі Зейтуна. З липня 2010 року по липень 2020 року знову працював у медичному центрі Еребуні завідувачем відділення серцево-судинної хірургії.

### Наука
Ваге Гаспарян здобув науковий ступінь — доктор медичних наук Єреванського державного медичного університету (з відзнакою) 1993 року. Доктор Гаспарян винайшов і запатентував оригінальний метод повного аутологічного відновлення аортального клапана (2000), за що здобув науковий ступінь доцента. У 2002 році він винайшов метод повного аутологічного відновлення мітрального клапана, який запатентував у Сінгапурі у 2003 році. Доктор Гаспарян є автором 21 наукової статті та наукових книг з медичних наук.

### Політика
У 2018 році Ваге Гаспарян увійшов до вірменської політики, а саме став членом партії «Всевірменський політичний рух „Сасна Црер“». У 2020 році був учасником «Націонал-демократичного поля», а у 2021 році — членом Ради партії. Був кандидатом у прем'єр-міністри від партії «Націонал-демократичне поле» на загальних виборах у Вірменії.

## Сім'я
Варе Гаспарян одружений, має трьох дітей.

## Гаспарян і Україна
24 вересня та 1 жовтня 2022, під час акцій протесту за вихід Вірменії з ОДКБ у Єревані, на площі Свободи, Ваге Гаспарян висловлював підтримку Україні у війні з Росією:

| Насолоджуйтеся путінською Росією, шановні громадяни РФ з Вірменії, які десятки років говорили, що наша країна то не країна, я їду у РФ, я витримаю Путіна, я отримаю російський паспорт, я отримаю для матері російську пенсію, і син не піде до вірменської армії. Зараз вашого сина вб'ють на Донбасі... [...] Закон США про ленд-ліз набуває чинності 1 жовтня, а це означає — більшу зброю, якіснішу зброю, а це означає — що Росія програє. Слава Україні! |